# Ждениево
Ждение́во (укр. Жденієво) — посёлок в Мукачевском районе Закарпатской области Украины. Административный центр Ждениевской поселковой общины.

## Географическое положение
Посёлок Ждениево находится в западной части украинских Карпат на высоте 542 метра над уровнем моря, возле горы Широкий Менчул (1101 м). Сам посёлок Ждениево раскинулся вдоль горной речки и со всех сторон окружён горами, буйно покрытыми буковым и еловым лесами. Датой основания посёлка официально принято считать 1971 год, а статус «посёлка городского типа» получил в 1981 году. Существует легенда появления названия посёлка Ждениево. Парень, вынужденный оставить свою девушку и уехать на войну, вырезал на стволе дерева напоминание для любимой «Жди ня, Ево». Губернатор, проезжавший мимо, увидел надпись и решил, что так называется раскинувшийся перед ним населённый пункт. С тех пор селение именуется Ждениево.

## Природа
Через посёлок протекает горная река Жденевка. Целебный горный воздух, кристально чистая родниковая вода, удивительно живописная природа в Карпатах, необычайные гостеприимство и радушие верховинцев влекут сюда на отдых туристов. Съезжаются сюда со всех уголков страны и ближнего зарубежья многочисленные отдыхающие на свидание с украинскими Карпатами, поправить здоровье, попутешествовать. В окрестностях посёлка на горе Высокий Камень создан фауно-флористический заповедник государственного значения. Здесь взят под охрану реликтовый дубняк и редкостные сосны, возраст которых свыше 130 лет.
Отдых в Ждениево прекрасный во все времена года. Весной данный край особенно хорош — все расцветает и укрывается зеленью. Летом в программу обслуживания баз отдыха входят прогулочные маршруты, которые объединяют экскурсионное содержание с активным движением заповедными зонами. Осень в Ждениево — пора для собирания лесных ягод и грибов. Любителей активного времяпрепровождения Ждениево прельщает, главным образом, зимой.

## Инфраструктура
На территории посёлка есть детский сад, средняя школа, действуют 2 магазина, множество кафе и отелей.

## Горнолыжная трасса
Для активного зимнего отдыха функционирует горнолыжный бугельный подъёмник в урочище Тырсовата. Протяжённость трассы 800 м с перепадом высот 200 м. Ночного катания нет. Есть пункт проката горнолыжного снаряжения. Кроме того, здесь работает каток.

## Развлечения
- Верёвочный alpine-park
- Вело парк
- Квадротуры
- Лыжи
- Сноуборд
- Ловля Форели
- Купание в Чане
- Верховая езда

Посёлок не может похвастаться архитектурным или историческим наследием, пребывание на отдыхе здесь можно скрасить поездками к близлежащим достопримечательностям. Вы можете полюбоваться охотничьим замком Шёнборнов, расположенным в 29-ти км от Ждениево. Это великолепно сохранившийся замок, возникший на месте древнего охотничьего поместья, датируемого первой половиной XVIII в. Замок — сложный архитектурный объект, который условно состоит из парадной части (её венцом является башня с часами), хозяйственной части и часовни, объединяющей их. Обе части замка имеют два этажа, башня с часами — четыре.
Интересным местом для экскурсии является и церковь Николая Чудотворца в посёлке Подобовце, что в 23 км от Ждениево. Это уникальный пример карпатского деревянного зодчества. Дата постройки — примерно 1700—1785 гг.
Есть неподалёку от Ждениево (26 км) и памятник природы — водопад Шипот с многочисленными красочными каскадами, один из красивейших водопадов Закарпатья. Превосходные природные условия и месторасположение посёлка, великолепные горные пейзажи делают Ждениево притягательным местом отдыха для многих туристов.